# Mahaditra
Mahaditra est une commune rurale malgache située dans la partie est de la région de la Haute Matsiatra.

## Démographie

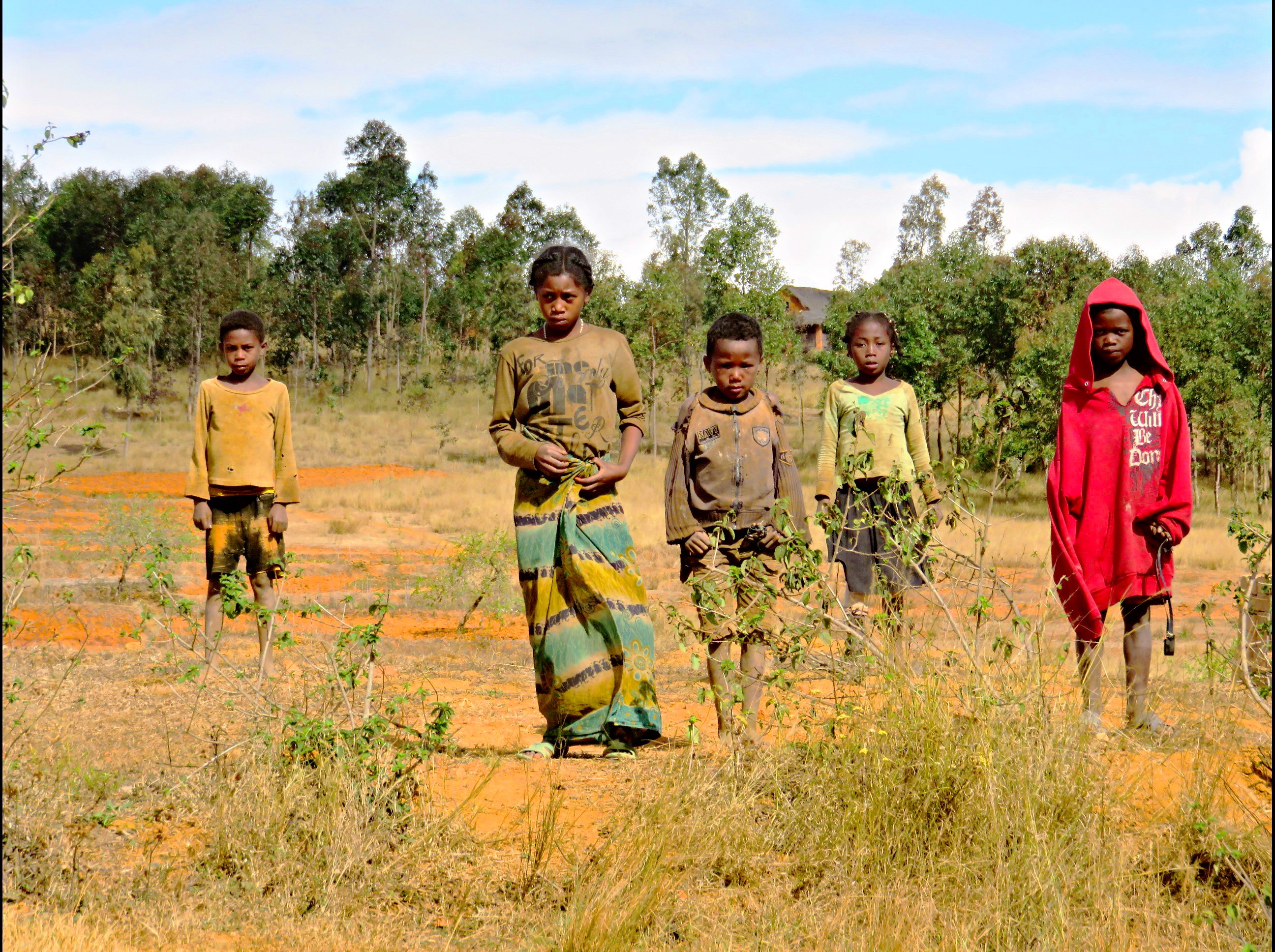
Enfants de Mahaditra.